# Verbascum lamottei
Verbascum lamottei är en flenörtsväxtart som beskrevs av Adrien René Franchet. Verbascum lamottei ingår i släktet kungsljus, och familjen flenörtsväxter. Inga underarter finns listade i Catalogue of Life.